# Вкрапленість
Вкрапленість (рос. вкрапленность, англ. impregnation, dissemination; нім. Einlagerung f, Einsprengling m) — більш-менш рівномірне розміщення в мінералі іншого мінералу у вигляді зерен, дрібних жилок та скупчень неправильної форми. Залежно від геометричних розмірів вкраплень розрізняють грубу, дрібну та тонку вкрапленість (відповідно, грубо-, дрібно- та тонковкраплені мінерали).
Розрізняють також: нерівномірну, розсіяну, мікроскопічну, пиловидну, смугасту, рідкісну вкрапленість  